# Antarctoscyphus grandis
Antarctoscyphus grandis är en nässeldjursart som först beskrevs av Blanco 1977.  Antarctoscyphus grandis ingår i släktet Antarctoscyphus och familjen Sertulariidae.
Artens utbredningsområde är Södra Ishavet. Inga underarter finns listade i Catalogue of Life.